# Zeki Yıldırım
Zeki Yıldırım (sinh 15 tháng 1 năm 1991) là một cầu thủ bóng đá Thổ Nhĩ Kỳ thi đấu ở vị trí tiền vệ cho câu lạc bộ Thổ Nhĩ Kỳ ở Süper Lig Antalyaspor. Anh ra mắt ở Süper Lig trước İstanbul B.B. ngày 1 tháng 9 năm 2012.